# باسنتسی آزویان
باسنتسی باغداساری آزویان (ارمنی: Բասենցի Բաղդասարի Ազոյան؛ ؛ زادهٔ ۳۰ نوامبر ۱۹۴۷ - درگذشته ۱۲ ژوئن ۲۰۰۶) یک خاورشناس، دیپلمات، فرد نظامی و جاسوس اهل ارمنستان بود.

## زندگی‌نامه
وی در ۳۰ نوامبر ۱۹۴۷ در واغاتین به دنیا آمد و از دانشگاه دولتی ایروان فارغ‌التحصیل گشت. وی برادر هویک آزویان بود. وی همچنین برندهٔ جوایزی همچون مدال گارگین نژده و نشان شایستگی نبرد شده است. وی در ۱۲ ژوئن ۲۰۰۶ در سن ۵۸ سالگی در ایروان درگذشت و در یرابلور به خاک سپرده شد. 

## یادداشت
1. ↑  Մոսկվայի հետախուզական ինստիտուտ